# Philippe Juvin

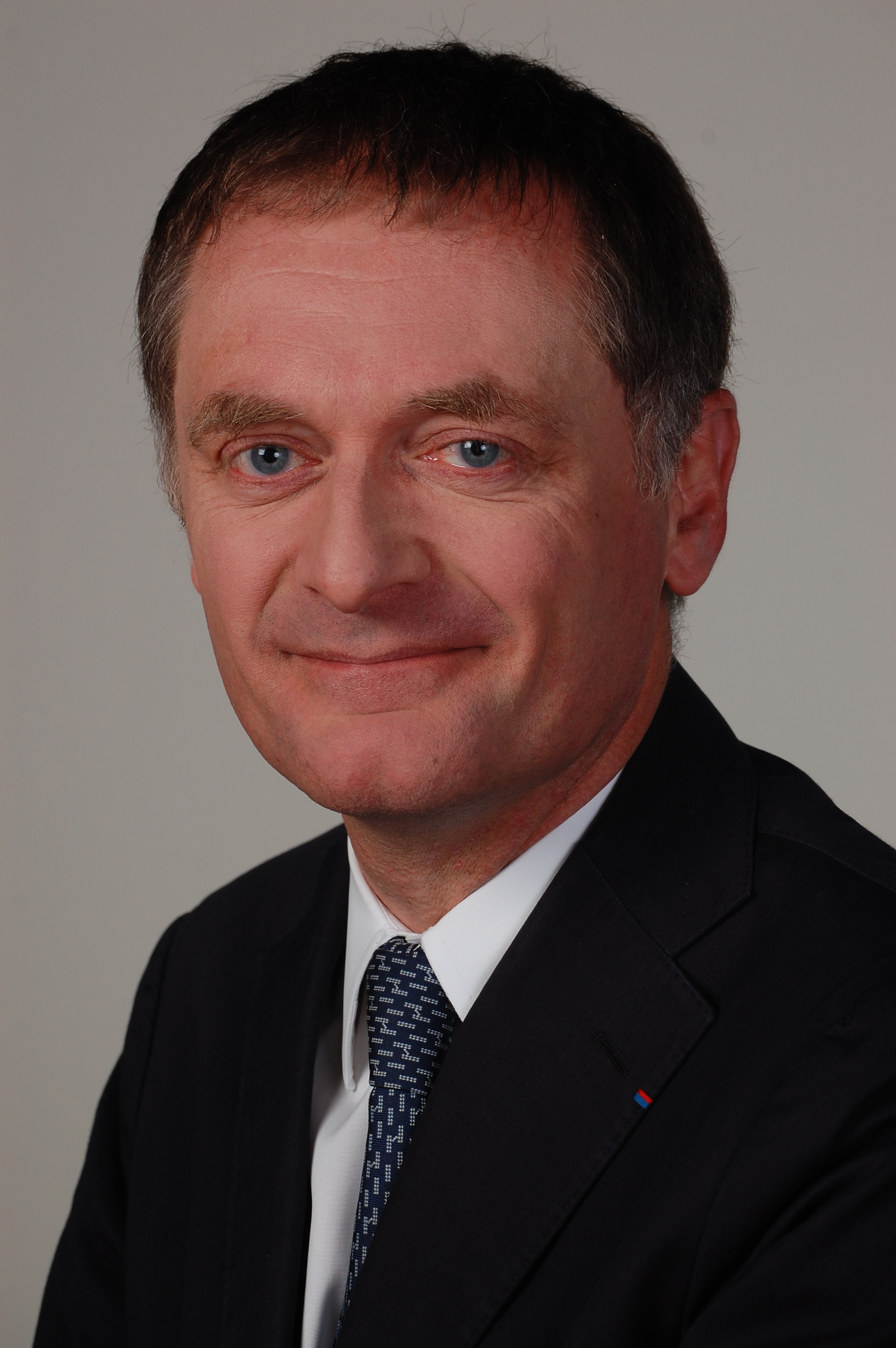
Philippe Juvin

Philippe Juvin (* 1. Februar 1964 in Orléans) ist ein französischer Politiker und seit den Europawahlen 2009 Abgeordneter des Europaparlaments.
Beruflich arbeitete Juvin als Anästhesiologe; er hat in Paris eine Medizin-Professur inne und ist in der Anästhesiologie des Hôpital Beaujon in Clichy beschäftigt. Im Jahr 2007 wurde er von Präsident Sarkozy zum Mitglied einer Kommission zur Diagnose und Erforschung der Alzheimer-Krankheit ernannt.
Seit 1983 hatte Juvin ein Mandat im Gemeinderat von La Garenne-Colombes, von 2001 bis 2008 war er Maire der Gemeinde. 2004 wurde er auch Abgeordneter des Départements Hauts-de-Seine und sodann Vizevorsitzender des Conseil général des Hauts-de-Seine. Für die Nationalversammlung ist er Nachrücker (suppléant) des Abgeordneten Jacques Kossowski.
Bei der Europawahl 2009 wurde er auf der Liste der Union pour un mouvement populaire (UMP) hinter Michel Barnier, Rachida Dati, Jean-Marie Cavada und Marielle Gallo in das EU-Parlament (EP) gewählt. Dort war er Mitglied der Ausschüsse für Binnenmarkt und Verbraucherschutz und die Rechte der Frau und die Gleichstellung der Geschlechter sowie stellvertretendes Mitglied in den Ausschüssen für Umweltfragen, Volksgesundheit und Lebensmittelsicherheit und im Unterausschuss für Sicherheit und Verteidigung. 
Im Mai 2014 zog er erneut in das EP ein. 
Mehrfach gab es in Frankreich Kontroversen um Juvin. 2008 ließ Juvin in Garenne-Colombes ein collège nach dem Schriftsteller Kléber Haedens benennen, einem Anhänger von Charles Maurras, und an alle Schüler der 6. Klasse Une Histoire de la littérature Française von Haedens verteilen. Die Entscheidung wurde 2009 vom Conseil Général von Hauts-de-Seine rückgängig gemacht.